# Niewinne (film 1976)
Niewinne (wł. L'innocente) – włosko-francuski dramat historyczno-kostiumowy z 1976 roku w reżyserii Luchino Viscontiego, zrealizowany na podstawie powieści Gabriele D’Annunzio.

## Fabuła
Koniec XIX wieku. Tullio Hermil jest przedstawicielem arystokratycznej rodziny. Ma żonę Giulianę, która nie jest w stanie go zaspokoić seksualnie, choć jest piękna, szczera i oddana. Jest przez niego niszczona, ten związek działa bardzo destrukcyjnie. Wtedy pojawia się Teresa.

## Obsada
- Giancarlo Giannini - Tullio Hermil
- Laura Antonelli - Giuliana Hermil
- Jennifer O’Neill - Teresa Raffo
- Rina Morelli - matka Tullia
- Massimo Girotti - hrabia Stefano Egano
- Didier Haudepin - Federico Hermil
- Marie Dubois - księżniczka
- Roberta Paladini - pani Elviretta
- Claude Mann - książę
- Marc Porel - Filippo d'Arborio

## Produkcja
Zdjęcia kręcono w Rzymie i Lukce.